# إسحاق روسو
إسحاق روسو (بالفرنسية: Isaac Rousseau)‏ (و. 1672 – 1747 م) هو ساعاتي من سويسرا. ولد في جنيف.
توفي في نيون، عن عمر يناهز 75 عاماً.